# Маломожайське
Маломожайське (рос. Маломожайское) — селище Німанського району, Калінінградської області Росії. Входить до складу Лунінського сільського поселення.
Населення —  557 осіб (2015 рік). 